# Andor Endre Gelléri

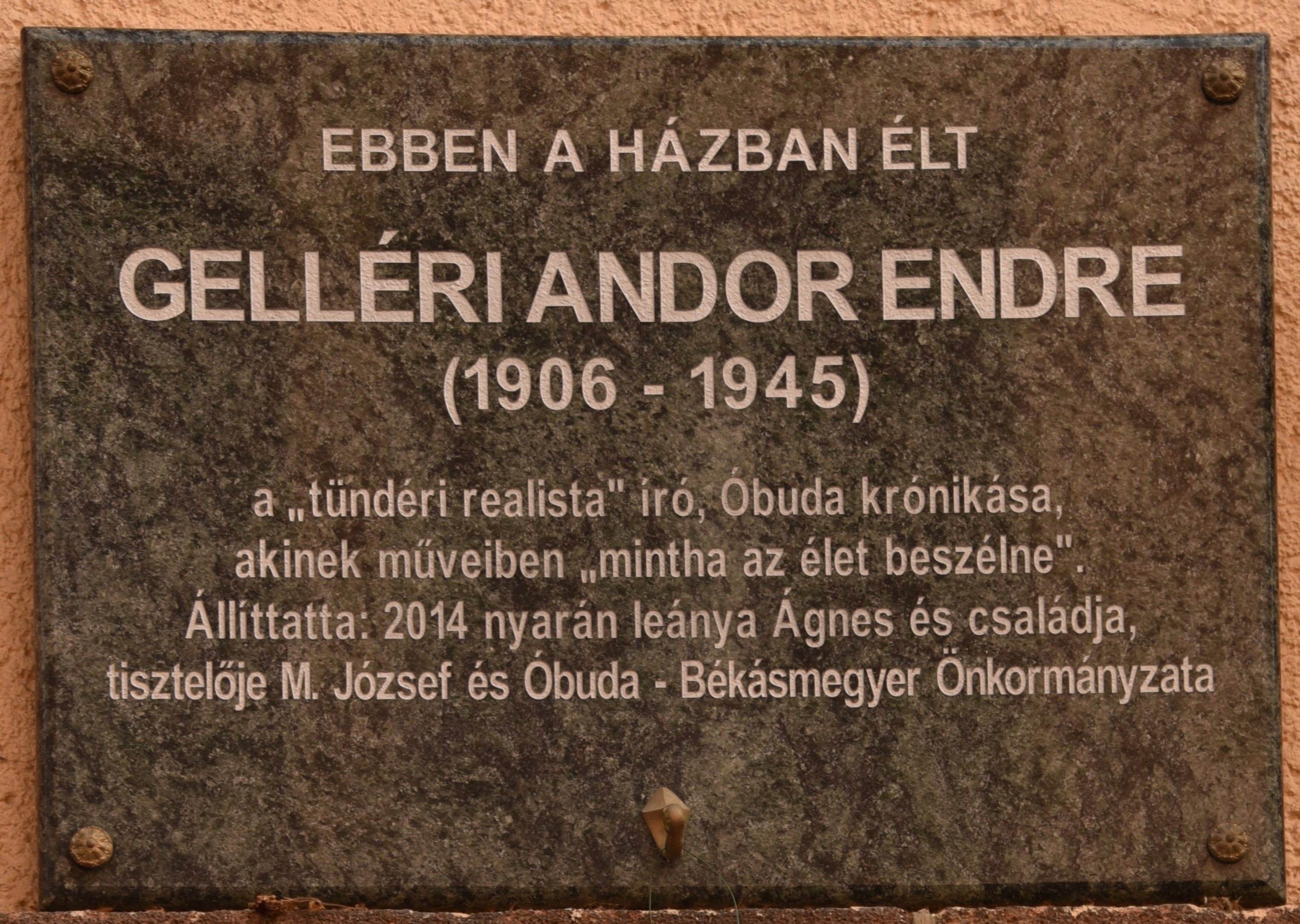
Gedenktafel in Budapest

Andor Endre Gelléri (geboren 30. März 1906 in Budapest, Österreich-Ungarn; gestorben um den 3. Mai 1945 in Wels, Österreich) war ein ungarischer Schriftsteller. Bekanntheit erlangte er vor allem durch seine Novellen.

## Leben
Andor Endre Gelléri kam als Sohn einer jüdischen Arbeiterfamilie im Budapester Stadtteil Óbuda (Alt-Ofen) zur Welt. Er wuchs in der Umgebung der Ziegeleien, Schlosser- und Drehereien der Bécsi út (Wiener Straße) auf und lernte so die Lebensumstände der Arbeiter, Tagelöhner, Wäscherinnen, Dienstmädchen kennen. Gelléris Vater József war Schlosser und betrieb zeitweise eine Werkstatt für Panzerschränke. Das Verhältnis von Vater und Sohn war problematisch; allen schriftstellerischen Ambitionen stand der Vater mit offener Ablehnung gegenüber.
Seine gymnasiale Schullaufbahn brach Gelléri ab und absolvierte auf Wunsch des Vaters die dreijährige Technológia, eine Industriefachschule. Noch zu Schulzeiten wurde seine erste Novelle 1924 in der Budapester Tageszeitung Az Est veröffentlicht. Deren Redakteur Lajos Mikes wurde für Gelléri zum Mentor und zu einer Ersatzvaterfigur. Später wurden Gelléris Erzählungen auch in der wichtigsten progressiven ungarischen Zeitschrift für Literatur, dem Nyugat, veröffentlicht.
Obwohl er bereits in jungen Jahren als Schriftsteller Erfolg hatte, musste sich Gelléri seinen Lebensunterhalt immer auch mit Lohnarbeit verdienen. So war er unter anderem als Erzieher, Fuhrmann, Sekretär, Wäschereigeselle und technischer Zeichner beschäftigt.
1928 gewann er einen stipendierten Schreibwettbewerb von Az Est und hielt sich danach mehrere Monate in Deutschland (Frankfurt, München) und Italien auf. Nach seiner Rückkehr arbeitete Gelléri in einer Budapester Dampfwäscherei. Die hier gesammelten Erlebnisse dienten ihm als Vorlage für seinen 1931 erscheinenden Roman, den er dem verstorbenen Mentor Mikes widmete. In den folgenden Jahren wurde der Lyriker Milán Füst zu Gelléris neuem Mentor.

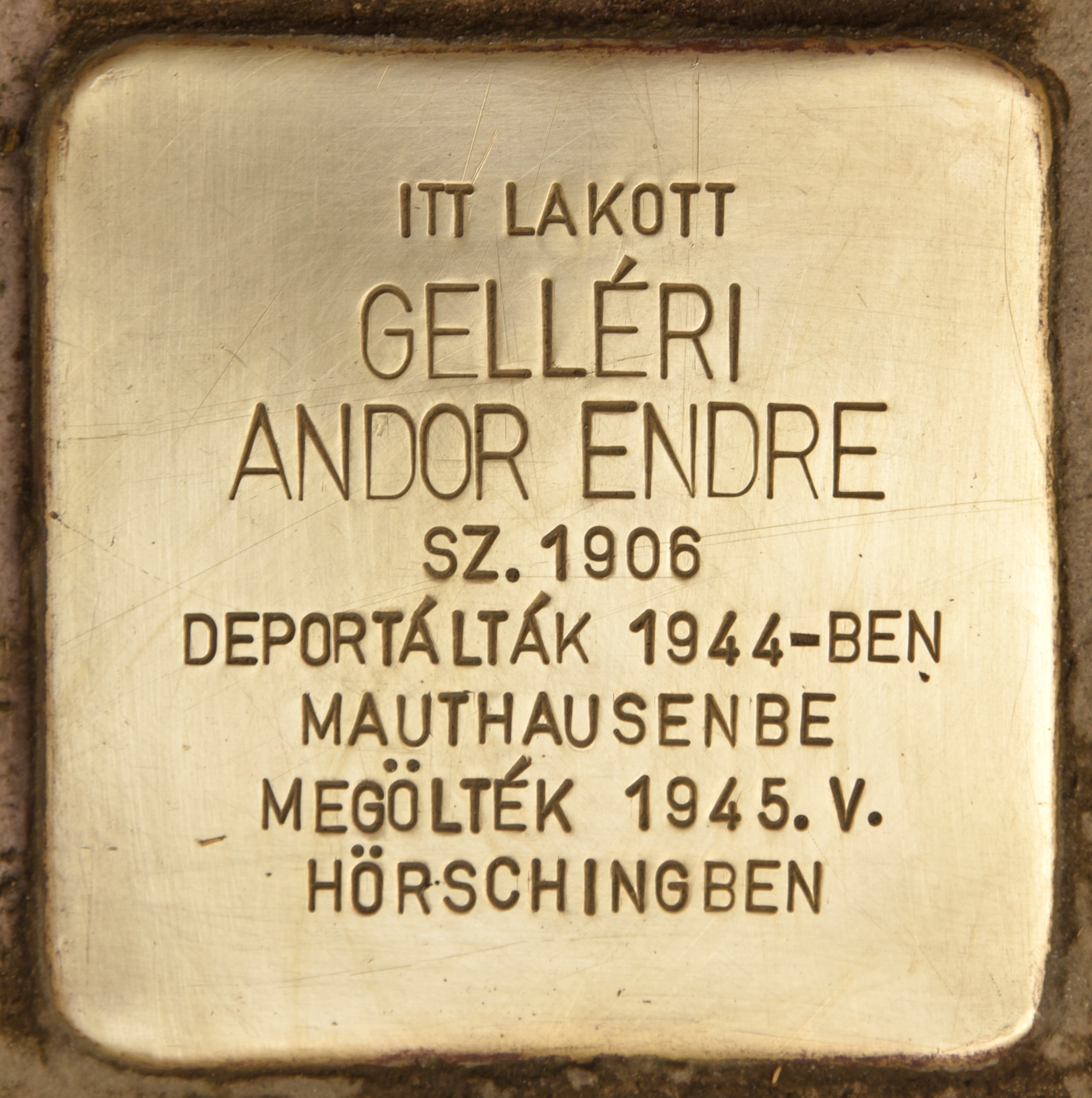
Stolperstein in Budapest

1937 ging Gelléri mit Júlianna (Júdit) Dreier die Ehe ein und zog mit ihr in den V. Bezirk. Nach dem Tod József Gelléris 1938 zogen die beiden zurück nach Óbuda, wo 1939 ihre Tochter Ágnes und drei Jahre später ihr Sohn József zur Welt kamen. Ab 1940 nahm die literarische Produktivität Gelléris ab. Als Jude wurde er zum Arbeitsdienst einberufen und bei der Befestigung des Südostwalls eingesetzt. In den Phasen ohne Arbeitseinsatz verfasste er die Fragmente seiner Autobiografie, das letzte im August 1944. Gelléri kam mit einem der Todesmärsche in das KZ Mauthausen. Wenige Tage nach der Befreiung des Lagers im Mai 1945 durch US-amerikanische Truppen starb Gelléri in einem Krankenhaus bei Wels entkräftet an einer Infektion mit Flecktyphus. Seine sterblichen Überreste wurden in einem nicht näher bezeichneten Grab beigesetzt.
Gelléri verfasste einen Kurzroman, circa 80 Novellen und einen unvollendet gebliebenen autobiografischen Roman, der von seiner Frau postum herausgegeben wurde. Ein Teil der Novellen wurde in eigenen Bänden publiziert, der Großteil jedoch in Zeitungen und Zeitschriften. Mittlerweile liegen die Novellen gesammelt in einer zweibändigen Ausgabe vor. 
Das zentrale Sujet in fast allen Gelléri-Texten ist die Not der Proletarier. Massenarbeitslosigkeit, Obdachlosigkeit und Armut sind die bestimmenden Lebensumstände der Figuren. Dabei erhalten sich seine zumeist jovialen Protagonisten ihre Lebensfreude, sodass Gelléris Erzählungen über bloße naturalistische Beschreibungen der urbanen Peripherie hinausgehen. Seine eigenartige, bizarr-surreale Elemente mit realistischen Beschreibungen verbindende Diktion ist in der ungarischen Literatur eine singuläre Erscheinung. Sie wird oftmals mit Bezeichnungen wie „feenhafter Realismus“ (Kosztolányi), „irrealer Realismus“ (Déry) oder „Träumer der Wirklichkeit“ (Füst) etikettiert.

## Werke (Auswahl)
- A nagymosoda (Großwäscherei „Phönix“, Titel der Neuübersetzung: Die Großwäscherei). Kurzroman. 1931.
- Szomjas inasok (Durstige Lehrjungen). Novellen 1933.
- Hold utca (Mondstraße). Novellen. 1934.
- Kikötö (Hafen). Novellen. 1935.
- Villám és esti tüz (Blitz und Feuer am Abend). Novellen. 1940.
- Egy önérzet története (Geschichte eines Selbstgefühls). Roman. 1957.

Auf Deutsch erschienen folgende Übersetzungen:
- Großwäscherei Phönix. Rütten & Loening, Berlin 1962.
- Budapest und andere Prosa. Suhrkamp, Frankfurt am Main 1969; 2. Auflage 1990, ISBN 3-518-01237-1.
- Zauberer, hilf! Rütten und Loening, Berlin 1979.
- Die Großwäscherei. Guggolz, Berlin 2015, ISBN 978-3-945370-04-9.
- Stromern. Erzählungen. Übersetzung Timea Tankó. Nachwort György Dalos. Guggolz, Berlin 2018, ISBN 978-3-945370-18-6.
- sowie bislang drei Bände mit ausgewählten Kurzgeschichten.